# Leslie Johnson
Leslie George Johnson, britanski dirkač Formule 1, * 22. marec 1912, Walthamstow, London, Anglija, Združeno kraljestvo, † 8. junij 1959, Foxcote, Gloucestershire, Anglija.
V svoji karieri je nastopil le na domači in sploh prvi dirki v zgodovini Formule 1 za Veliko nagrado Velike Britanije v sezoni 1950, kjer je z dirkalnikom English Racing Automobiles odstopil v drugem krogu zaradi okvare motorja. Umrl je leta 1959.

## Popolni rezultati Formule 1
(legenda) (odebeljene dirke pomenijo najboljši štartni položaj, poševne pa najhitrejši krog, †-uvrščen kljub odstopu)
| Leto | Moštvo  | Šasija | Motor | 1      | 2   | 3   | 4   | 5   | 6   | 7   | Prv | Toč |
| ---- | ------- | ------ | ----- | ------ | --- | --- | --- | --- | --- | --- | --- | --- |
| 1950 | ERA Ltd | ERA E  | ERA   | VB Ret | MON | 500 | ŠVI | BEL | FRA | ITA | -   | 0   |